# Lessebo
Lessebo ist ein Ort (tätort) in der schwedischen Provinz Kronobergs län und der historischen Provinz Småland. Der Hauptort der gleichnamigen Gemeinde liegt inmitten des sogenannten „Glasreiches“.

## Verkehr

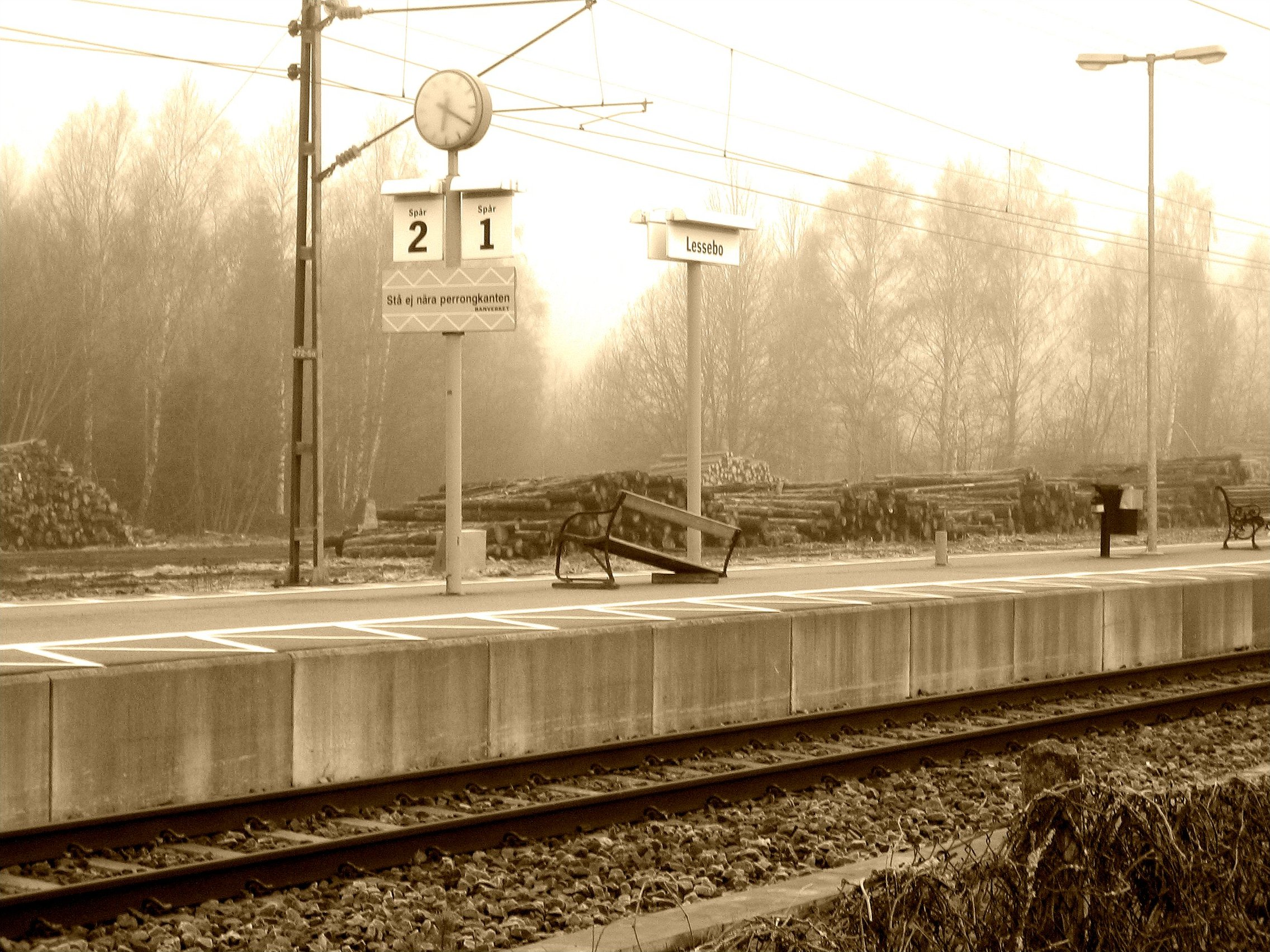
Bahnhof Lessebo

Lessebo hat einen Bahnhof an der Strecke Göteborg–Kalmar/Karlskrona und war früher Ausgangspunkt einer Schmalspurbahn nach Kosta (Schweden) und Målerås.
Züge des Anbieters Öresundståg verkehren mehrmals täglich in beiden Richtungen auf der Strecke Kopenhagen – Malmö – Alvesta – Växjö – Kalmar und verbinden die Stadt somit mit Schonen und Dänemark. Ein wichtiger Halt ist der Flughafen Kopenhagen-Kastrup.

## Bevölkerungsentwicklung
| Jahr      | 1960  | 1965  | 1970  | 1975  | 1980  | 1990  | 1995  | 2000  | 2005  | 2010  | 2015  | 2020  |
| --------- | ----- | ----- | ----- | ----- | ----- | ----- | ----- | ----- | ----- | ----- | ----- | ----- |
| Einwohner | 2.509 | 2.776 | 3.023 | 2.991 | 2.996 | 2.926 | 2.987 | 2.692 | 2.623 | 2.737 | 2.857 | 3.059 |

## Tourismus
Eine Sehenswürdigkeit in Lessebo ist die mehr als 100 Jahre alte Papiermühle Lessebo Handpappersbruk, in welcher bis heute noch Papier mit der Hand geschöpft wird. Außerdem gibt es Badeseen sowie eine Campinganlage. Im Umkreis gibt es zahllose Seen, in denen man mit einer Lizenz Angeln kann.
Vor allem aber lebt Lessebos Fremdenverkehr davon, dass viele bekannte Glashütten in unmittelbarer Umgebung liegen.